# 东固畲族乡
东固畲族乡是中华人民共和国江西省吉安市青原区下辖的一个民族乡。境内的吉安市东固综合垦殖场单独列为青原区类似乡级单位。

## 行政区划
东固畲族乡下辖以下村级行政区划单位：
东固社区、峰岭民族村、南龙村、黄沙民族村、敖上村、江口民族村、灵丰村、东固村、古竹民族村、三彩村、白云山村、樟洲民族村、殷富村、六渡民族村、螺坑村和龙家塘民族村。